# 인터넷2
인터넷2(Internet2)는 향상된 인터넷을 개발하기 위한 비영리 대학연합 연구망이다. ('Internet2'는 그에 대한 등록상표이다.) 새로운 통신 프로토콜을 가진 연구망으로서, 212개의 대학이 주도하고 있으며, 고속 대역폭의 인터넷 응용시스템들을 지원하기 위한 기반구조를 제공한다.
2.5~9.6Gbps의 대역폭이 있는 몇개의 고성능 백본 네트워크를 구축해 왔다.
인터넷2 연구 그룹은 더욱 효과적인 라우팅 실행, 전송 중 데이터의 중요성과 유형에 따른 서비스 차별화, 분산 컴퓨팅, 가상 실험실, 디지털 도서관, 분산 학습 및 원격 교육에 필요한 선도적 애플리케이션들을 위한 신규기술을 개발하고 구현한다.
이런 네트워크가 공공 인터넷을 대체하지는 않으나 궁극적으로 공공 인터넷에 적용할 수 있는 최신 기술을 위한 시험 환경 제공한다.